# Julio Martínez Vivot
Julio José Martínez Vivot (Buenos Aires, 19 de marzo de 1923-Ib., 10 de diciembre de 2001), fue un abogado y jurista argentino. Entre 1982 y 1983 se desempeñó como ministro de Defensa durante el autodenominado Proceso de Reorganización Nacional (1976 - 1983), mientras era presidente de facto Reynaldo Bignone.

## Biografía
Se recibió de abogado en la Universidad de Buenos Aires (UBA) en 1946. Ese mismo año inició su labor en la justicia, como secretario del Tribunal de Menores de La Plata (hasta 1954), y en la docencia, como profesor de Historia Argentina en el Colegio Militar de la Nación (hasta 1980).
En 1956 obtuvo el doctorado en Derecho en la UBA, universidad en la cual fue profesor titular consulto de Derecho del Trabajo y de la Seguridad Social. Además dictó la materia Derecho Laboral en la Universidad Tecnológica Nacional y varias universidades privadas.
En su carrera judicial también actuó como asesor de Menores e Incapaces ante la Cámara de Apelaciones en lo Civil de la Capital Federal, desde 1979 y hasta 1982. Ese último año, su buena relación con el sector castrense lo llevó a ser designado ministro de Defensa, con la tarea de conducir las fuerzas armadas en el proceso de transición hacia la democracia. Terminada su misión en Defensa, tuvo una breve labor como ministro de la Corte Suprema de Justicia de la Nación a fines de 1983.
Como reconocido especialista en derecho laboral que era, fue miembro de la Asociación Argentina de Derecho del Trabajo y de la Seguridad Social y consultor regional de la Organización Internacional del Trabajo.
En 1991, durante la presidencia del peronista Carlos Menem, fue asesor del ministro de Salud y Acción Social Avelino Porto. En 1994, con 71 años de edad, obtuvo la Licenciatura en Mediación y Conciliación, otorgada por la Escuela de Leyes de la Universidad de San Francisco, en los Estados Unidos.
Su hijo Julio José Martínez Vivot (1951- 2002) fue un reconocido abogado, juez y docente.

## Libros
- Trabajo de menores y de mujeres (1964)
- Acoso sexual (1996)
- La conciliación (1998)
- La discriminación laboral (2000)